# فلوريان باغ
فلوريان باغ (بالفرنسية: Florian Bague)‏ (مواليد 27 يوليو 1984 في بيسانكون - فرنسا) لاعب كرة قدم فرنسي يلعب حاليا لصالح نادي الدرجة الأولى بولوني الفرنسي منذ 2005 في مركز حارس مرمى .

## روابط خارجية
- فلوريان باغ على موقع قاعدة بيانات كرة القدم.إي يو (الإنجليزية)
- فلوريان باغ على موقع Soccerway.com (الإنجليزية)